# Pāmanbar
Pāmanbar (persiska: پامنبر) är en ort i Iran.   Den ligger i provinsen Hormozgan, i den sydöstra delen av landet, 1 100 km sydost om huvudstaden Teheran. Pāmanbar ligger 212 meter över havet och antalet invånare är 209.
Terrängen runt Pāmanbar är platt åt nordost, men åt sydväst är den kuperad. Runt Pāmanbar är det ganska glesbefolkat, med 25 invånare per kvadratkilometer. Närmaste större samhälle är Kam Kart, 13,9 km norr om Pāmanbar. Trakten runt Pāmanbar är ofruktbar med lite eller ingen växtlighet.